# Rhinopoma
Los rinopomátidos (Rhinopomatidae) son una familia de murciélagos microquirópteros conocidos vulgarmente como murciélagos de cola de ratón que contiene un único género vivo, Rhinopoma, y 5 especies. Propios del Viejo Mundo, se encuentran desde el norte de África a Tailandia y Sumatra, concretamente en regiones áridas y semiáridas, las cuales habitan poblando cuevas y casas. Su tamaño es relativamente pequeño, con una longitud de 5 o 6 cm.
El taxón se caracteriza por poseer colas largas carentes de la membrana propia del patagio; especialmente llamativa, y presente únicamente en este grupo de murciélagos insectívoros actuales, es la longitud de la cola, casi tan largas como el resto del cuerpo. Son insectívoros. Su fórmula dentaria es 1/2, 1/1, 1/2, 3/3 = 28.
Estos murciélagos entran en un estado de torpor en tiempo frío, si bien no llegan a hibernar. Viven en colonias de miles de individuos y poseen una descendencia de una o dos crías por año.

## Clasificación
- Familia Rhinopomatidae
  - Género Rhinopoma
    - Rhinopoma hadramauticum[3]
    - Rhinopoma hardwickei
    - Rhinopoma macinnesi
    - Rhinopoma microphyllum (especie tipo)
    - Rhinopoma muscatellum

  - Género Qarunycteris †
    - Qarunycteris moerisae[4]